# Соммерс
Соммерс (фин. Someri, швед. Sommarö) — скалистый остров в восточной части Финского залива. Расположен примерно посередине между островом Мощный и финской деревней Хански (Hanski), входящей в общину Виролахти: от первого его отделяет 12 км, от второй — 18 км. Соммерс вытянут с запада на восток и изрезан бухтами. Длина острова составляет около 950 м, ширина — 450 м, высшая точка — в 16 метрах над уровнем моря. Административно входит в состав Выборгского района Ленинградской области.
На Соммерсе расположены радиобашня, возведённая в 2005 году, маяк постройки 1945 года и здания сопутствующих служб. Маяк представляет собою решётчатую башню, радиобашня — выкрашена в красные и белые цвета.

## История
Перешёл к России от Швеции в 1721 году по Ништадтскому миру. Петром I пожалован своему шуту Яну Лакосте, что после смерти царя не было подтверждено, ибо к жалованной грамоте вместо печати был приложен рубль. В 1723 году, по дневниковой записи камер-юнкера фон Бергхольца, остров «состоит … из камня и песку и не имеет вовсе жителей».
С началом Первой мировой войны русская армия начала возводить на острове оборонительные сооружения, но работы не были завершены, а в 1918 году Соммерс был занят финскими подразделениями. Финны завершили начатые фортификационные работы.
По подписанному в 1920 году в Юрьеве мирному договору остров отошёл к Финляндии и был «нейтрализован в военном отношении». При этом Финляндии позволялось иметь на Соммерсе «военно-наблюдательный пост».
Во время Финской войны 1939—1940 годов остров был занят 1 декабря 1939 года советской морской пехотой, высаженной с сторожевого корабля «Вихрь» и буксира «УК—4». Остров оказался заблаговременно покинут финнами, а маяк и радиостанция — разрушенными. Десант сняли с острова в тот же день, а вместо него 2 декабря опытовое судно «Связист» высадило на Соммерс стрелковое соединение с пулемётами и гидрографов Балтийского флота, которые начали восстановительные работы. По Московскому договору 1940 года Соммерс отошёл от Финляндии Советскому Союзу.
В Великую Отечественную войну Соммерс был эвакуирован силами РККФ 30 октября 1941 года, гарнизон острова был переброшен под Ораниенбаум. Окончательно остров покинут советскими войсками 2 декабря того же года по завершении эвакуации Ханко. Финны заняли остров 19 января 1942 года. 8 июля 1942 года КБФ предпринял попытку вернуть Соммерс, высадив десант, который был уничтожен финнами и немецким флотом к 10 июля. Командовал высадкой капитан 1 ранга Г. И. Левченко, ранее проигравший битву за Крым и сдавший Керчь, будучи в звании вице-адмирала и должности командующего войсками Крыма.
В сентябре 1944 года, после выхода Финляндии из войны, Соммерс передан советским войскам, а Парижским договором 1947 года подтверждена его принадлежность Советскому Союзу.
В 2005 году на острове группой компаний «Транзас» возведена радиобашня для «Региональной системы безопасности мореплавания Финского залива».